# Regne de Lagos
El regne de Lagos fou un regne nadiu de Nigèria centrat en la ciutat de Lagos, que avui dia és la ciutat més gran i anterior capital de Nigèria i la ciutat més gran del continent africà. Lagos al dia d'avui és un estat al sud-oest de Nigèria. Limita a l'oest amb la República de Benín, al del nord i est per l'estat d'Ogun; i al sud amb l'oceà Atlàntic que forma la seva costa. Lagos té un total de 3.577 quilòmetres quadrats; 787 quilòmetres quadrats són les anomenades lagoons (llacunes) i les cales, les quals inclouen: Lagos Lagoon, Port de Lagos, Five Cowrie Creek, Ebute-Metta Creek, Porto-Novo Creek, New Canal, Badagry Creek, Kuramo Waters i Lighthouse Creek.

## Noms de Lagos
Lagos significa "llacs" en portuguès, la llengua dels primers visitants europeus que se sap que van visitar el poblament el 1472, llavors ja habitat per l'ètnia awori, una tribu ioruba. Dels primers contactes amb la regió fins als inicis del segle xx, un altre nom portuguès per la ciutat que s'emprava al costat de Lagos, fou Onim, finalment abandonat a favor de Lagos.
Previ a l'adopció del nom Lagos, el poblament va ser anomenat Eko almenys pels seus conqueridors procedents del Regne de Benín, el qual derivaria bé d'Oko (en ioruba: "granja de mandioca") o Eko ("campament de guerra").

## Origen de la població
L'estat de Lagos modern té un percentatge alt del subgrup ioruba dels aworis que presumptament hauria emigrat a l'àrea d'Isheri al llarg del riu Ogun. La història diu que els awori eren de fet d'Ife, el bressol de la terra ioruba. Els aworis eren persones pacífiques i poc donades a la guerra. A causa de les guerres, els habitants del hinterland, com els ekiti o els awori, van emigrar cap a Isheri, que llavors va tenir més d'un Olofin (o Alafin) que eren caps de poblaments aproximadament vers 1400.
Les persones que havien fugit de l'hinterland es van escampar després en majoria a diversos llocs, alguns a Iro, a Otta o a Ado, altres a Ebute Metta (o sigui els llocs d'Oyingbo, l'illa d'Iddo i l'Illa de Lagos aleshores anomenada presumptament Eko). El Olofin que va dirigir als qui van anar a Ebute-Metta era Ogunfunminire més tard conegut com a Agbodere. Amb el començament d'una guerra aproximadament uns 2000 es van traslladar a la propera illa d'Iddo i altres a Otto Awori o Otto Ijanikin i cap a la moderna Badagry. Els d'Ekiti Aramoko van anar a Ebute-Metta, Iddo i després Ijora.
Després de la mort d'Agbodere, el nom Olofin esdevingué el nom utilitzat per recordar-lo mentre que al successor se li va donar el títol d'Oloto. Un dels seus fills va esdevenir Oloto i els altres es van separar per formar el que fou probablement el poblament de Lagos.
Fins a l'arribada de Benín, la frontera geogràfica de Lagos era la terra continental de Lagos. L'illa de Lagos, la seu del oba (oloto) de Lagos, llavors consistia d'una granja de pebre i un lloc de pescadors. Ningú vivia allí. El nom Eko li podria haver estat donat pel seu primer rei, Oba Ado, durant la seva història primerenca; llavors va viure un període de govern supeditat al regne de Benín.
Eko fou l'àrea de terra ara coneguda com a illa de Lagos on el palau del rei va ser construït. El palau fou anomenat Iga Idunganran, significant "el palau construït en la granja de pebre". Oba Ado i els guerrers de Benín, així com alguns dels indígenes que van buscar seguretat allí, van assentar-se cap a la part del sud d'Eko anomenada "Isale Eko" (Isale literalment significa fons però hauria indicat de fet centre com a centre de la futura Lagos).

## Fundació de Lagos
Segons la història oral de Lagos, en algun moment al voltant de 1300-1400, l'Oba (rei) de l'Imperi de Benín - que enviava expedicions de comerç a Ghana, on les espècies eren venudes- va escoltar queixes dels comerciants del regne sobre la manera en què eren tractats pels aworis que vivien a l'àrea de la moderna Lagos. L'Oba de Benín llavors va enviar una expedició de comerç per mar per entendre's amb els aworis, que no obstant això van declinar comprometre's i van atacar la missió enviada per Benín.
En sentir el resultat quan la missió va retornar a la ciutat de Benín, l'Oba de Benín va manar l'assemblatge d'una expedició de guerra, que va dirigir Ado, un príncep beninès, el qual es va dirigir al poblament dels aworis que se suposa es deia Eko o almenys aquest nom li donaven els beninesos (i que és la Lagos del dia d'avui) per reclamar una explicació. En arribar allà, Ado i el seu exèrcit foren molt ben rebuts. Els aworis de Lagos van demanar al príncep Ado de quedar-se allí i esdevenir el seu dirigent. Ado va acceptar amb la condició que havien de reconèixer la sobirania de l'Oba de Benín, cosa amb la qual els aworis van estar també d'acord.
En saber això, l'Oba de Benín va donar el seu permís al príncep Ado i a l'expedició per quedar-se a Eko amb els aworis. L'Oba de Benín més tard va enviar alguns dels seus caps, inclosos Eletu Odibo, Obanikoro i altres, per ajudar a Ado en el govern d'Eko.
El primer rei de Lagos, Oba Ado, a part de tenir dos fills també van tenir una filla, Erelu Kuti, que fou mare d'Ologun Kutere, que més tard va esdevenir rei. Shokun, el seu germà, qui era més agressiu i de qui Erelu va sospitar que podria planejar un cop de palau, va rebre un cacicat i un títol, "Onile-gbale", i un palau just darrere del palau del rei. Fou el primer cop que un cap fou nomenat i instal·lat alhora que la coronació del rei. <ref>[http://www.eraffoundation.org/erelukuti.php Fundació Erelu]</ref>

## Lagos com a tributari de l'Imperi de Benín
Després del coronament d'Ado com el seu primer Oba, Lagos (llavors anomenada Eko) va servir com a centre important pel comerç d'esclaus (probablement a partir del segle XVII), del qual l'Oba de Benín d'aquell temps i tots els seus successors durant quatre segles es van beneficiar igual que Ado i els seus successors, fins al 1841, quan l'Oba Akitoye va pujar al tron de Lagos i va provar de prohibir el comerç d'esclaus. Poderosos mercaders locals oposats al moviment de l'Oba, van deposar i exiliar el rei, i van instal·lar al germà d'Akitoye, Kosoko, com a nou Oba.
La situació del 1841 arrancava molt abans. A la mort de l'Oba Olegun Kutere, en data incerta però probablement abans del 1800, el va succeir el seu fill petit Adele I, preferit sobre el seu germà gran Oshinlokun. Qualsevol fill del rei podia regnar si era designat pels electors i per l'oracle anomenat Ifa; però Oshinlokun i els seus seguidors van mostrar la seva oposició amb l'ajut de l'estat veí d'Ijebu. Aquesta lluita es considera relacionada amb el suport als traficants d'esclaus; Oshinlokun estaria aliat als traficants portuguesos i brasilers mentre Adele era partidari d'una major diversificació.
Al cap d'uns anys Adele I (+1834) havia perdut la popularitat entre el seu poble, i s'exposen els tres possibles motius: el seu fill va introduir a palau la mascarada d'Egun; el rei va facilitar la conversió a l'islam (que s'estava introduint aleshores al sud del país ioruba) dels seus súbdits; i el poble s'oposava a l'enterrament de les restes del seu pare a Benín; fins i tot és possible que fos quan el rei es va emportar les restes del pare a la ciutat de Benín (lloc tradicional d'enterrament dels obes de Lagos), que els seus opositors agafessin el poder. Oshinlokun llavors va governar uns anys; això s'ha situat en una data incerta entre abans de 1800 i 1820 o 1821.
Adele I que havia heretat del seu pare molts esclaus hausses musulmans, es va refugiar a Badagry, a uns 55 km a l'oest de Lagos, on els caps locals el van convidar a assolir el govern. Badagry estava separat de la costa per una llacuna i era un port menor fundat el 1737 per refugiats egun que fugien dels fon de Dahomey, però havia crescut durant el segle xviii esdevenint un destacat centre del tràfic d'esclaus, servint als regnes d'Oyo i Egba; la ciutat no tenia gaires terres cultivables i el menjar havia de venir de fora però comerciants portuguesos, holandesos, francesos i britànics s'hi van establir i junt amb els awaris i iorubes i als eguns van forjar un poder fort; no hi havia rei, però el cap titulat Akran era considerat el principal; a la meitat del segle xviii fou tributari d'Oyo però a l'inici del segle xix ho era de Lagos. Adele va restar a Badagry durant 12-14 anys en els quals va intentar recuperar el poder a Lagos, on al oba Oshinlokun el va seguir després el seu fill Idewu Ojulari.
El 1825 Adele negociava a Badagry amb els exploradors britànics Hugh Clapperton i Richard Lanter l'ajuda britànica per recuperar Lagos a canvi de suprimir el tràfic d'esclaus. En els seus anys de govern va rebutjar un atac de Dahomey, va ajudar els egbes en el seu setge (infructuós) d'Otta (Nigèria), i altre cop els va ajudar en l'anomenada Guerra d'Owiwi contra Ibadan. Richard Lanter i el seu germà John van retornar a Badagry el 1830 (a l'inici de la famosa expedició que va establir el curs i el final del riu Níger) i Adele encara romania a la ciutat. En aquest any Lagos acabava de signar la pau amb el regne de Porto Novo.
El 1832 el poble de Lagos, va cridar en ajut suposadament al oba de Benín contra el seu impopular rei Idewu Ojulari (un aliat d'Ijebu i d'Ibadan); aquest fou derrotat i mort pels beninesos, que llavors van cridar al tron a Adele. Amb això quedava escenificada la recuperació de la influència de Benín sobre el regne. Els historiadors pensen que més aviat foren els egbes d'Abeokuta els que van fer el paper que la història oral assigna a Benín. El segon regnat d'Adele I va durar només dos anys i va acabar el dia de la seva mort vers el 1834. Oba Akitoye fou el primer Oba que no fou enterrat a Bini (Benín). Prèviament a això, tots els reis de Lagos va ser enterrats a Bini (Benín)
A Akitoye el va succeir el seu fill Oluwole, però el fill petit d'Oshinlokun, de nom Kosoko, va reclamar el tron com a membre més antic de la casa reial, i es va revoltar. La lluita va originar una curta guerra civil anomenada (a causa d'una cançó dels rebels) "Guerra de les fulles de coco-yam" (Ogun Ewe Koko) en la que Kosoko i els seus partidaris foren derrotats i van haver de fugir.
Alguns dels rebels van fugir a Epe (a l'est de la llacuna de Lagos) i altres llocs de la zona; Kosoko va fugir a Porto Novo i després a Whydah on va conèixer comerciants d'esclaus portuguesos i brasilers, amb els que es va associar.

## Conflicte entre Akitoye i Kosoko
El 1841 Oluwole va morir per l'explosió accidental d'una granada a palau; la successió corresponia a Kosoko, però els electors no tenien idea d'on era i van designar a Akitoye, germà tant d'Oshinlokun com d'Adele i, per tant, oncle dels dos darrers reis i de Kosoko. El nou rei és descrit com suau, encantador i força ingenu. Va ignorar el consell dels seus caps (especialment de Eletu Odibo, màxim enemic de Kosoko) i va intentar negociar amb Kosoko; el va cridar a Lagos i li va donar el govern d'Ereko, una part de Lagos, on podria formar la seva pròpia cort. Aviat va trobar el suport de molts caps, especialment els caps militars, i de la comunitat musulmana. Eletu Odibo disgustat, va abandonar Lagos i es va establir a Badagry. Quan al cap de poc temps Akitoye li va demanar de tornar, Kosoko i els seus es van revoltar el juliol de 1845 i van rodejar el palau a Isale Eko. La revolta fou coneguda com a "guerra de l'aigua salada" (Ogun Olomiro) per les fonts en què els assetjats van haver de beure, i que eren d'aigua bastant salada; al cap de tres setmanes els assetjats es van rendir. Tres dies abans Akitoye va poder fugir cap al nord i el capità rebel Oshodi Tapa li va permetre el pas per l'Agboyi Creek cap al riu Ogun, podent arribar a Abeokuta (lloc d'origen de la seva mare) on va demanar asil que li fou concedit. La lluita encara va durar tres dies més a Lagos al final dels quals Kosoko va entrar a palau i es va proclamar rei; va veure l'amenaça que significava la fugida d'Akitoye però va acceptar l'explicació del capità Tapa sobre la fugida (que va al·legar que els havia despistat) i va enviar missatges a Abeokuta exigint el cap del fugitiu que no fou concedit.
Però l'estada d'Akitoye a Abeokuta ocasionava conflictes, ja que mentre els caps polítics civils (ogboni) el volien tenir amb ells, els caps militars (ologun) el volien entregar; finalment el març de 1846 Akitoye fou escortat fins a Badagry, tradicional lloc de refugi dels lagosians, on tenia possibilitats de refer el seu poder amb el llunyà suport dels egbes. Només arribar ja va intentar un atac per terra (amb el suport del traficant d'esclau Domingo Martínez) que va fracassar i va optar per buscar més suports.
Els missioners locals i els comerciants europeus li van oferir suport en considerar-lo oposat a l'esclavatge (el 1843 un destacament britànic de la Gold Coast Corps es va estacionar a la ciutat i havien facilitat un canvi contrari a l'esclavatge); també els seus partidaris a Lagos es van reunir amb ell a Badagry. El 1848 va intentar un segon atac a Lagos altre cop amb suport del traficant d'esclaus Domingo Martínez, altre cop sense èxit. Aquesta permanent aliança amb el traficant deixa suggerir que no era tant contrari a l'esclavatge com alguns el presentaven. La situació va canviar el 1850 quan el Parlament del Brasil va decretar el tancament en un màxim de tres anys del principal mercat d'esclaus d'Amèrica. El preu d'un esclau a Lagos va caure de 60 $ a 45 $ però com que la demanda de sucre i cotó a Europa es va incrementar, Cuba i els Estats Units van necessitar més esclaus i el preu va tornar a pujar.
El gener de 1851 Akitoye va contactar a Badagry amb el cònsol britànic a Fernando Poo, John Beecroft (autoritat de facto sobre el Golf de Biafra i el Golf de Benín) que tenia autoritat sobre els creuers britànics que patrullaven la costa per impedir el tràfic d'esclaus. Beecroft no considerava segura la posició de Akitoye, ja que una part de la població donava suport a Kosoko. Després de l'entrevista entre els dos homes, en la que Akitoye va causar bona impressió al britànic, aquest va anar a Abeokuta on va advertir als dirigents que les muralles no serien eficaces en cas d'un atac; aquest consell es va demostrar poc acurat, ja que el març de 1851 els dahomeyans van atacar Abeokuta i l'atac fou rebutjat després d'una batalla lliurada principalment a les muralles. Beecrosft va retornar a Badagry on Akitoye li va demanar formalment la protecció britànica; Beecroft el va convèncer de pujar amb ell al vaixell HSM Jackal per anar a Port Clarence a Fernando Poo, la seu del consolat. Tres dies després recomanava al govern britànic l'ocupació per la força de Lagos i fins i tot va arribar a ordenar la conquesta al comodor Fanshave, però aquest va preferir esperar ordres de l'Almirallat Britànic. Però a Londres el 20 de febrer de 1851 el ministre Palmerston ja havia signat l'ordre autoritzant a Beecroft per signar un tractat amb Lagos abolint l'esclavatge; s'havia d'informar a Kosoko del que havia de fer i si rebutjava se l'havia d'amenaçar amb l'ús de la força militar naval; aquestes instruccions no foren rebudes a Fernando Poo fins a l'estiu del mateix any (cinc mesos després) i parlaven només d'amenaçar però no deien explícitament que es podia usar la força, si bé Beecroft va considerar que era equivalent.
El juny de 1851 la lluita va esclatar a Badagry entre els partidaris d'Akitoye dirigits per Mewu, un cap exiliat de Porto Novo que governava a Anowo, una població tributària de Badagry, i els caps militars de Badagry partidaris de Kosoko. Nombrosos edificis foren incendiats incloent una factoria anglesa, i un súbdit britànic va morir; els caps locals foren derrotats i van fugir als pobles propers, des d'on van muntar un contraatac al cap d'una setmana, sense èxit, ja que Mewu havia rebut l'ajut de 600 guerres egbes; al mes següent Badagry fou atacada per dues vegades amb canoes principalment procedents de Lagos (sense participació directe de Kosoko) però les dues vegades no van poder desembarcar. Amb tot Badagry havia quedat destruïda, i la ciutat que tenia uns 10.000 habitants el 1850 en tenia només un miler a la segona meitat del 1851. El bashorun (comandant de les tropes d'Abeokuta) va advertir als britànics que la situació era perillosa, ja que Badagry era l'única via de comunicació des de la costa cap a Abeokuta, i que en canvi si Akitoye era col·locat al tron de Lagos, la situació canviaria totalment i ja no hi hauria res a témer. A l'octubre Beecroft fou autoritzat a subministrar a les forces egbes mosquets per valor de 200 lliures.
Beecroft i Akitoye es van presentar a Lagos a bord del HMS Blooodhound el 13 de novembre de 1851. Kosoko va acudir a rebre'ls políticament; després el vaixell va seguir cap a Badagry on va arribar el dia 15, i on Akitoye fou aclamat. El 18 van tornar a Lagos per iniciar negociacions, però una turmenta va impedir desembarcar; els britànics foren avisats que no podien desembarcar amb més d'una canoa o des de Lagos s'obriria foc, però el dia 19 Kosoko va permetre dues canoes sota bandera de treva; el dia 20 Beecrof va poder arribar al palau. Es diu que Akitoye l'acompanyava vestit com un europeu però això podria no ser cert. Es va transmetre a Kosoko l'oferta de pau a canvi d'abolició de l'esclavatge, proposta que fou rebutjada; al cap de poc els britànics tornaven. El 23 es va decidir la intervenció a Lagos, però durant aquests mesos Granville havia substituït a Palmerston al Foreign Office i ara hi havia una menor disposició a entrar en guerra amb els reietons africans. El 25 de novembre en un primer atac la força naval britànica dirigida per Forbes fou rebutjada (dos morts i deu ferits).

## Els britànics imposen Akitoye
El 18 de desembre, seguint instruccions del comodor Bruce, tot estava preparat per un nou atac. Beecroft i Akitoye van desembarcar a Badagry on l'ex- rei va reunir 630 homes per participar en l'atac. El 21 de desembre van sortir de Badagry i es van reunir amb les forces navals que s'estaven reunint a la vora de Lagos sota el comandament del capità L. T. Jones del HMS Samson. El 22 va arribar la força lleial a Akitoye que va hissar la seva bandera a l'entrada occidental del riu, després de derrotar a lleials a Kosoko a Ajido (uns quilòmetres a l'est de Badagry); el 24 van arribar el HMS Bloodhound i el Teazer. L'atac es va produir el 26 i va seguir el 27; el 28 ja no s'escoltava cap tret. Kosoko va fugir cap a Ijebu. Els britànics van tenir 15 morts i 75 ferits. El dia 28 Akitoye i els seus tenien el control de la ciutat i es va proclamar de nou Oba. L'1 de gener de 1852 el restituït oba signava el tractat que posava fi al tràfic d'esclaus, establia diverses clàusules comercials i de protecció als súbdits britànics i als cristians i prohibia els sacrificis humans.
Oba Kosoko creia en el comerç d'esclaus i estava doncs enfrontat amb els britànics, per això va arribar el seu destronament i fugida, primer a Badagry i més tardà a Epe, a l'est de Lagos, on va fundar un regne que encara existeix avui dia com a regne tradicional. Akitoye va regnar des del palau d'Iga Induganran sobre la part més destruïda de Lagos; però amb el progressiu retorn dels que havien fugit, i la presència en aigües properes de 20 vaixells britànics, la posició del rei es va enfortir; els dos caps principals que havien donat suport a Kosoko, Ajelia i Akinpenu Possu, se li van sotmetre. El 28 de febrer de 1852 es van signar acords comercials amb diversos agents pels quals el rei rebria el 3% de les importacions i el 2% de les exportacions. La Church Missionary Socfiety va decidir el juny traslladar-se des de Bagrady a Lagos. Els Metodistes Wesleyans també van establir una missió i una escola però la seva feina se'n va anar en orris per la mort sobtada del seu agent John Martin el juny de 1853. També es van establir comerciants saros (negres emancipats de Sierra Leone) i amaros (negres emancipats americans, de Brasil i alguns de Cuba); aquests darrers s'estimaven en tres mil el 1862; fins i tot la comunitat musulmana, afavorida per Kosoko, es va incrementar a Lagos.

## El regne d'Epe
Kosoko s'havia establert a Epe amb el suport del Awujale (rei) d'Ijebu. Epe era un poble de pescadors que Ijebu havia utilitzat com a base de canoes, i estava en posició estratègica, ja que se situava a la costa del canal que enllaçava la llacuna de Lagos amb la de Leke, més a l'est i que enllaçava amb el delta del Níger. Alguns dels partidaris de Kosoko ja havien estat refugiat allí anys abans durant la curta guerra contra el rei Oluwole. L'havien seguit 300 guerrers i molts caps entre els quals el principal, l'Oloto i el seu capità Oshodi Tapa, un nupe antic esclau del rei Oshinlokun; se li van ajuntar també diversos europeus comerciants, principalment esclavistes. Epe pertanyia a Ijebu, però Kosoko va poder estendre la seva autoritat al sud del canal, a tota la llengua de terra fins a la costa, i anant des de Leke i Palma (Orimedu) a l'est (que nominalment pertanyien a Ijebu) fins a Langbassa, en direcció a Lagos a l'oest (part del regne de Lagos). Hàbilment va pagar tribut per aquesta zona al rei de Benín, com haguera fet si hagués governat a Lagos. Des de Palma, tot i que no tenia port, va poder seguir exportant esclaus però també oli de palma. L'actitud de Ijebu és poc clara: declarava als britànics ser neutral i que només comerciava amb Kosoko, però mai fer cap acte contra Kosoko per la virtual usurpació de terres (si bé Epe es diu que havia estat abandonada abans de l'arribada de Kosoko, a causa d'un conflicte local, i que el fugitiu va entregar diversos regals a l'Awujale, per poder establir-se allí, inclosos 4 esclaus hausses), tot i que un llunyà parentiu de les dues cases reials podia haver-ho facilitat i que el suport d'Abeokuta a Akitoye incitava a Ijebu (tradicional enemic d'Abeokuta) a donar suport a un rival. El ràpid increment de poder de Kosoko va alarmar als seus veïns orientals, el regne de Mahin o Ilaje, però especialment a Egba (Abeokuta), ja que el tràfic pel riu Ogun que assegurava el comerç d'aquest estat amb la costa, va quedar aturat. El maig les autoritats d'Abeokuta van alertar al comodor Bruce que Kosoko planejava atacar Lagos en tres mesos aliat a Ijebu, Dahomey i Benín. El juliol Bruce ho va comunicar a l'almirallat que el 30 d'agost va donar autorització per l'ús de la força per evitar la reconquesta de Lagos per Kosoko. Bruce també recomanava que es nomenés un cònsol pel golf de Benín amb residència a Lagos igual com el golf de Biafra estava sota cobertura del cònsol de Port Clarence (Fernando Poo); també suggeria posar un segon cònsol a Whydah.

## Viceconsolat de Frazer
El juny de 1852 Beecroft, cònsol a Port Clarence, demanava permís per traslladar a Lagos al seu vicecònsol a Whydah Louis Frazer (nomenat el 1850 amb jurisdicció fins a Cap Saint Paul a la Costa d'Or), el Foreign Office hi va estar d'acord però va considerar que ja no es necessitava un consolat a Whydah (va quedar vacant i fou tancat dos mesos després). El novembre de 1852 Beecroft i Frazer van arribar a Lagos amb el HMS Penelope i van desembarcar; Akitoye els va rebre i va acordar al nou vicecònsol a Lagos que ocupés una part del seu palau. Poc després els dos homes van retornar a Port Clarence, on Fraser va agafar algunes coses personals retornant a Lagos on va començar a exercir el desembre. Aviat l'arrogància de Frazer el va fer enfrontar amb Akitoye (Frazer fins i tot tenia quatre joves negres com a virtuals esclaus).
A final de desembre de 1852 va dirigir una expedició a Badagry on va convèncer a Mewu, que tenia el suport d'Akitoye i dels missioners, d'abandonar la ciutat, i va continuar després cap a Porto Novo i fins a Ado (Addo) que en aquell moment era assetjada pels egbes. En aquesta expedició es va enfrontar al comandant Heseltine que de fet el precedia en rang però Frazer no el volia reconèixer com a superior; aquests conflictes van exasperar al comodor Bruce que va escriure a l'Almirallat Britànic queixant-se de Frazer. D'altra banda el conflicte amb el rei reforçava el partit de Kosoko, encapçalat pels caps Ajenia i Possu; l'abril Frazer va fer una reunió amb 35 caps per intentar castigar a Ajenia i Possu; també va fer diverses queixes al Foreign Office per causes improcedents, fins que Bruce va demanar el seu relleu.
El maig de 1853 va arribar a Lagos una força de guerrers egbes enviats des d'Abeokuta en suport d'Akitoye i al mateix temps l'esclavista Domingo Martínez li va regalar 20 esclaus que deia que havia interceptat però que després es va saber que pertanyien als comerciants locals Martins (brasiler) i Amadie (hongarès), i aquest segon tenia un acord comercial datat el 1852 que lògicament no incloïa traficar amb esclaus; el rei va demanar consell al comandant britànic C.G. Phillips del HMS Polyphemus que va confirmar que això suposava una infracció d'Amadie en traficar amb esclaus estant prohibit i, per tant, havia de ser expulsat cap a Badagry. Akitoye va ordenar la detenció de Martins, Amadie i un tercer home (un local). Frazer se'n va assabentar, i molt vinculat als comerciants locals va intentar alliberar a Amadie, però la canoa que portava a aquest es va escapolir dels perseguidors enviats per Frazer; aquest va protestar davant Phillips, i aquest va passar la protesta al seu superior que la va fer arribar a l'Almirallat del qual va passar al Foreign Office que va considerar a Frazer còmplice del traficant. D'altra banda el tercer home detingut es va escapar i es va posar sota la protecció d'Ajenia, que no el va voler entregar. Akitoye va fer arrestar a Ajenia i Possu i la tensió va esclatar a la ciutat i es va mantenir per dos mesos; tothom en va atribuir la responsabilitat a Frazer.

## Període de Campbell com a cònsol
Finalment va arribar el cessament de Frazer (que havia de tornar a Anglaterra amb el passatge pagat "si no es demorava") i el nomenament d'un cònsol permanent a Lagos, que seria Benjamin Campbell, un magistrat que exercia a l'illa de Loos recomanat per Bruce (ara contraalmirall); tindria autoritat sobre tot el golf de Benín entre el Cap Saint Paul a la Costa d'Or i el cap Formosa al delta del Níger, a l'est del qual romandria com a cònsol Beecroft. Portava data de febrer de 1853 però Campbell no va arribar fins al 21 de juliol, sent rebut per Frazer, el rei i el comandant Gardner. Frazer va entregar el mateix dia els papers del càrrec i va retornar a Anglaterra tot seguit. Campbell tenia uns 52 o 53 anys i encara que casat i amb esposa a Gran Bretanya, havia tingut fins a tres dones negres a Sierra Leone, amb les que va tenir fills.
Just després de sortir Frazer van arribar dos mercants britànics amb un carregament de mosquets, que van ser comprats pels comerciants portuguesos i brasilers i van acabar a mans de Kosoko. En aquell moment tots els vaixells militars britànics estaven fora de la llacuna, en mar obert. Akitoye havia prohibit el comerç d'armes i Campbell va ordenar la sortida immediata dels mercants; els termes emprats no van agradar al Foreign Office que li va recordar que "era cònsol i no governador". Campbell va enviar missatges a la flota per convenir un senyal en cas de necessitar ajut urgent i va mantenir converses amb el rei i amb el partit d'oposició favorable a Kosoko. Però el 5 d'agost de 1853 van esclatar lluites als carrers quan els seguidors d'Akitoye van atacar les cases d'Ajenia i Possu i altres seguidors de Kosoko; a la nit aquests havien rebut el suport de molts desertors del camp d'Akitoye i van atacar el campament d'Ashogbon (el principal cap lleial), el palau i la seu de la Church Missionary Society (Església de la Societat Missionera). El senyal convinguda amb la flota fou llançada no per ordre de Campbell sinó pels portuguesos, i el HMS Waterwicht va arribar al matí; Campbell, el comandant Gardner, i el missioner White van arranjar llavors un alto el foc. L'11 d'agost una flota de canoes de Kosoko, amb 1500 homes i un canó, es va presentar a Lagos; el 12 van arribar dos vaixells britànics més; Kosoko va agafar posicions al sud, que podien dificultar l'arribada de més vaixells, però a la nit del 12 al 13, aprofitant que no hi havia lluna, 8 vaixells de guerra enviats per Bruce van aconseguir passar; mentre Kosoko havia desembarcat al campament de Possu que estava prop del palau reial; Kosoko estava preparat per atacar quan un dels vaixells que arribaven (Kosko no sabia que havien entrat a la llacuna) va començar a disparar i Kosoko va anul·lar l'atac. Els que havien desembarcat van aprofitar que encara era de nit per fugir amb el seu rei al capdavant però els del sud van quedar aïllats i exterminats (morts o es van ofegar) per les forces lleials a Akitoye. Aquesta guerra fou coneguda com a Ija Afasegbojo, traduït com "Guerra Maravillosa" però literalment "Lluita com el que recull aigua de pluja en un tamís". Campbell va enviar una setmana després un missatge a Kosoko advertint-lo que els britànics mai permetrien el seu retorn a Lagos com a rei i, per tant, que restés on era comerciant pacíficament (això era una invitació a la pau mantenint l'statu quo).
La nit del 2 de setembre de 1853 Akitoye va morir sobtadament. Els britànics van decidir que el successor havia de ser el seu fill Dosunmu (Docemo a les fonts britàniques) que el dia 3 fou proclamat rei i salutat amb 21 canonades dels vaixells de la marina reial. Kosoko sortia reforçat perquè molts caps i comerciants portuguesos i brasilers l'havien seguit a Epe, i aviat van estar en condicions de fer atacs pirates als vaixells de la llacuna i a dificultar l'arribada d'aliments a Lagos i tallar el curs del riu Ogun per comunicar amb els egbes d'Abeokuta, que va enviar 200 guerrers a Dosunmu. Per castigar els atacs pirates el comandant Phillips va fer una expedició de dos dies contra Epe amb 7 canoes i 1000 guerrers de Dosunmu, aconseguint només cremar quatre poblets i capturar set canoes. Campbell, que no havia ordenat l'atac, va protestar al Foreign Office que va respondre que la força de Phillips no representava una amenaça real per Epe per ser massa petita i anar curta de municions. El fracàs de Phillips va encoratjar a Kosoko que va realitzar diversos atacs al lagoon contra canoes enemigues. El 10 d'octubre Phillips va organitzar una nova expedició contra Epe amb 9 bots i 120 homes als quals el 11 es van unir les canoes de Dosemnu i dels aliats egbes. L'atac a Epe el dia 12 fou rebutjat i Phillips es va haver de retirar. Els guerrers egbes foren acusats del fracàs i per compensar es van oferir a fer un atac per terra e Epe, el dia 22 d'octubre, però abans d'arribar foren atacats per una força enemiga i es van haver de retirar. Entre octubre i desembre els atacs de Kosko a la llacuna i caravanes comercials per terra van ser constants i el comerç amb Lagos pràcticament va quedar aturat.
A primers de gener de 1854 Campbell va decidir canviar de política i buscar la reconciliació amb Kosoko, aconseguint el suport de Bruce. El 7 de gener va marxar en vaixell (HMS Pluto) a Jebu (Palma) on el seu delegat, tinent Norman Bedingfeld es va entrevistar amb l'enviat de Kosoko, Tapa, i va arranjar la visita del cònsol a Kosoko. El 13 de gener el mateix vaixell va creuar la llacuna per anar a Epe. El 16 de gener Campbell estava malalt però les converses van seguir; els britànics oferien a Kosoko ser el seu protector i amic, tractar-lo com els altres caps protegits, i deixar-lo utilitzar el port de Jebu (Palma) a canvi de renunciar al tron de Lagos, deixar d'atacar Lagos i renunciar al tràfic d'esclaus. Hi havia acord en quasi tot menys en la renúncia al tron i es va acordar una cimera entre Dosunmu i Kosoko en mig dels territoris d'ambdós. El 27 i 28 de gener es va tornar a negociar i Kosoko va acceptar enviar als seus caps a preparar la cimera al lloc elegit que eren les illes Palaver (Agbekin la gran i Arekin les dues petites). El resultat de la reunió no fou definitiu, però va permetre establir les bases de la pau, i va aturar el conflicte a la llacuna, que, tot i algun incident aïllat, va permetre recuperar el comerç en els següents mesos.
El 27 de setembre de 1858 el HSM Mix amb Campbell a bord va sortir de Lagos cap a l'illa Agbekin on va enviar un missatge a Tapa per anar allí per negociacions. Tapa va respondre que podia seguir fins a Epe on el mateix Kosoko estava disposats a rebre'l. La reunió fou cordial i els britànics van afegir a la seva oferta un pagament anual per Kosoko. Es va redactar un tractat en anglès, traduït després al portuguès (que molts a Epe parlaven de manera habitual) i al awori (un dialecte ioruba). Finalment el tractat fou signat per Campbell, Kosoko i diversos caps. Dosunmu va acceptar el tractat i també el govern britànic (tot remugant per alguna clausula) i el 29 de novembre de 1854 Campbell i Kosoko van assistir a l'obertura oficial del port de Palma.
El 1855 Madame Tinubu, una comerciant influent local, va planejar l'assassinat de Campbell, però el complot va fracassar; un nou intent similar es va produir el març de 1856 en asbsència de Campbell, de visita pel golf de Benín (actuava com a suplent William Mc Coskry, que el 1855 Campbell havia va aconseguir que fos nomenat vicecònsol honorari a Badagry i Porto Novo, si bé quasi sempre va estar a Lagos i mai va arribar a ocupar el lloc de manera efectiva, fins que el càrrec fou abolit). El 1857 tota activitat amb esclaus a Lagos i zona d'influència es podia donar per acabada; el darrer informe data de 1858 on parla de la captura d'alguns esclaus fugits de Whydah (port conquerit el 1727 pel regne de Dahomey i que li permetia una sortida a la mar). Des de 1857 les relacions amb Kosoko es van deteriorar a causa d'alguns rumors de projectes d'atac de Kosko a Lagos, que el cònsol va escoltar contra l'opinió d'altres que abans eren els seus amics com Mc Coskry. Va intentar comunicar amb el regne d'Ijebu, el Awajale (rei) del qual es mostrava descontent pel tractat de 1852 i rebutjava la presència d'europeus, i el 1855 va poder intercanviar missatge a través dels missioners Inderer i Irving que van visitar la província d' Ijebu Remo, la més accessible i aconseguir una entrevista amb el rei a la capital Ijebu Ode el 1859 que va obrir el camí per la visita de tres missioners metodistes més endavant acompanyats d'un comerciant lagosià, J. M. Turner, emparentat al rei d'Ijebu (l'agost de 1861, tot i així Ijebu va seguir sent hostil a la presència d'europeus).
Campbell va visitar per tres vegades les parts orientals del seu consolat, sempre a bord del HMS Bloodhound, a la zona del riu Benín, on hi havia algunes bases de pirates Ijo que atacaven vaixells des del segle xvii i darrerament atacaven canoes que anaven cap a factories britàniques; la primera visita fou el març de 1856 i no va poder penetrar fins al cor de la zona dels pirates amunt del riu, cosa que va tenir com a efecte encoratjar els ijos a intensificar els seus atacs; el gener de 1857 va retornar i va jutjar al propietari d'un vaixell mercant que havia actuat molt borratxo durant la travessia, i fou privat del comandament; la tercera visita fou el febrer de 1858 quan va haver de fer front a una emboscada organitzada per Smart, un capità a les ordes del Cap Jerry (Diare) de Japka, que havia estat nomenat per Beecroft (el cònsol del Golf de Biafra) com a protector dels comerciants a la zona; Diare fou substituït per Abrinomi cap de Batere.
El Regne de Benín era considerat dins de la zona sota autoritat del cònsol Campbell però no havia rebut la visita de cap europeu des de la del comerciant francès Landolphe el 1787; el regne havia perdut el seu anterior poder i Akitoye i Dosemnu de Lagos havien rebutjat pagar tribut al rei de Benín com s'havia fet anteriorment (Kosoko va fer algun pagament com a rei de Lagos a Epe, probablement abans de ser reconegut de facto com a rei d'Epe). Se suposava que Benín havia entrat en decadència per l'abolició del tràfic d'esclaus però de fet el regne sempre havia tingut una part molt minsa en aquest tràfic. L'octubre de 1855 va intentar visitar Benín City a causa d'informes sobre sacrificis humans però finalment no va poder passar de la part inferior del riu i finalment la visita la va acabar fent el 1862 Sir Richard Francis Burton, cònsol al golf de Biafra (1861-1864)
A causa de la mala salut provocada per la malària (la zona de Lagos era pantanosa i amb molts mosquits) Campbell va demanar una absència temporal del seu lloc; finalment se li va concedir l'abril de 1858 i va embarcar cap a Anglaterra el 6 de juny de 1858. Va deixar com a cònsol interí al tinent E. F. Lodder, comandant del HMS Brune. La designació de Lodder fou confirmada pel Foreign Office el juliol de 1858, tot i les protestes del seu superior el comandant Wyse per haver acceptat el càrrec sense el seu permís. Campbell va anar a Manchester on va estar uns mesos i després a Londres. Va fer front a una acusació francesa d'haver estat associat antigament a traficants d'esclaus, però les seves explicacions van ser acceptades pel Foreign Office. Va retornar a Lagos el 23 de gener de 1859 en mig de rumors de represa de hostilitats amb Kosoko, de matances humanes al funeral del rei Gezo (Ghezo) de Dahomey i l'advertència del comandant Wyse (ara comodor de l'esquadró naval) que havia rebut ordres de l'Almirallat de retirar el HMS Brune que era el vaixell encarregat de la vigilància de Lagos a la llacuna.
El febrer de 1859 una conferència al palau reial de Lagos entre el rei Dosunmu i els comerciants europeus i saros va portar a un nou tractat comercial que no obstant no variava gaire els pagaments a fer. El 1858 s'havien exportat 4.612 tones d'oli de palma quan el 1857 havien estat 4.942 tones (i el 1850 va acabar per sota de les quatre mil); el descens era preocupant però el 1859 s'havia incrementat l'exportació de coto (increment que no es va mantenir el 1859). La disminució era en gran part causada perquè Ijebu i Ibadan prohibien el transit d'oli de palma pel seu territori. Ijebu que controlava tres quarts de l'oli circulant, retenia els pots que el contenien suposadament per aconseguir retornar al tràfic d'esclaus. Ikorudu i Ejinrin, els dos grans mercats locals, es van quedar sense ni un pot d'oli de palma quan se'n venien en condicions normals set mil o vuit mil pots al dia. En canvi es tornava a parlar de tràfic d'esclaus. S'assegurava que les demandes d'esclaus de Cuba provocaven la necessitat d'aquest tràfic i es diu que s'intentava convèncer a Kosoko de reprendre el tràfic al seu port de Palma, ja que a Whydah era ara força difícil. Campbell va sortir de Lagos el 20 de febrer per trobar-se amb Kosoko, acompanyat de l'explorador Baikie (amb el vaixell Rainbow) que havia deixat Gran Bretanya el 1857 per dirigir l'expedició del Níger; a Ejinrin es va trobar amb Tapa, el primer ministre de Kosoko. Les canoes comercials de Kosoko havien estat reformades per servir en combat; Tapa ho va reconèixer però va al·legar que era per fer front a les amenaces d'Abeokuta i que l'Awujale d'Ijebu no havia aturat la circulació de l'oli de palma sinó que era cosa d'Ibadan i d'Abeokuta, i que Epe estava patint molt per aquest bloqueig. Campbell va decidir no anar a Epe a veure a Kosoko, però si que hi va anar l'endemà Baikie, i va dinar amb el rei. A Ijebu Ode va enviar al seu interpret, Williams, que va parlar amb l'Awujale, que va assegurar que el tall de circulació de l'oli s'havia fet de comú acord amb Ibadan, Abeokuta, Ijaye i Ilorin, ja que tots s'oposaven a aquest comerç que no donava beneficis. Campbell va enviar una segona delegació a Ijebu Ode, que fou rebuida fredament per l'Awujale i no va obtenir cap resultat; el rei, que no volia europeus, va fer sacrificis expiatoris quan la delegació va marxar.
Al seu retorn a Lagos, Campbell va rebre un missatge d'Abeokuta anunciant que esperava un imminent atac de Dahomey, aliat als aixantis, portuguesos i al regne d'Oyo i demanaven municions. Campbell en una primera carta únicament va prometre ajut en cas d'un atac de Dahomey i després en una segona carta va dir als caps que era el govern d'Abeokuta qui incitava a bloquejar el comerç d'oli de palma per Ijebu i al rei Kosoko a atacar Lagos, i els va amenaçar de tallar els subministraments d'altres productes. Després va pujar al vaixell Rainbow amb Baikie i va anar a Porto Novo, que garantia el subministrament de la part occidental de la llacuna; allí un decret reial obligava a subministrar oli al rei i als seus parents a la meitat de preu i això havia fet baixar molt la producció (probablement l'explicació autèntica era que els comerciants locals preferien vendre l'oli a Kotonu o Cotonou on obtenien millors preus); el rei de Porto Nova va acceptar retornar a la llibertat de comerç i Campbell va poder tornar a Lagos el 30 de març. El 17 d'abril Campbell va morir de disenteria amb 57 o 58 anys.

## Interinitat de Lodder
El tinent Lodder, l'únic oficial superior que hi havia a Lagos, va tornar a ocupar de manera interina la posició de cònsol, aquesta vegada amb l'aprovació de Wyse. La població de Lagos aleshores era propera als trenta mil habitants. El maig el comerciant Mc Coskry va fer una visita al rei d'Ijebu (després d'un intent fracassat dos mesos abans); el rei no volia missioners (al·legant que els que havien rebut missiones com Ijaye, Abeokuta o Ibadan no estaven mai en pau) i no es va aconseguir res. El juliol l'oli de palma no tornava a arribar a Lagos des de Ibadan, Ijaye i Ilorin (via Abeokuta); el tall de subministrament encara durava un any després i els mercats de Ejinrin i Ikorodu estaven desbastits (i Dosunmu acusava a Kosoko). Al novembre Lodder va visitar a Kosoko a Epe, davant els rumors que pretenia envair Lagos, rumors mai confirmats.

## Consulat de Brand
El novembre de 1859 va arribar el nou cònsol designat George Brand, escocès i antic oficial naval que havia servit com a vice cònsol a Luanda. El desembre Dosemnu va donar el seu acord a l'extensió de l'autoritat consular a funcions magisterials (judicials) decidida pel govern britànic. El febrer de 1860 va arribar una petició d'ajut d'Abeokuta davant una possible invasió de Dahomey (cosa que es repetia sovint); Brand va enviar quatre canoes amb 20 barrils de pólvora i diversa munició, però els militars es van excusar d'enviar instructors al·legant que no estaven autoritzats; poc després les forces de Dahomey, després d'una batalla amb el regne de Ketu, van retornar a casa sense més pretensions ofensives. L'abril de 1860 va esclatar la guerra d'Ijaye. Aquesta guerra tenia com a causa la lluita entre diversos estats per la successió d'Oyo en el domini del centre de Irorubalàndia, especialment pel temor d'Ijebu i Abeokuta davant el creixent poder d'Ibadan. Abeokuta va decidir intervenir en la guerra i les seves forces van arribar a Ijaye el maig, just a temps quan la ciutat d'Ijaye estava seriosament amenaçada per les forces d'Ibadan, salvant-la de caure en mans d'aquesta (Ijaye va caure després en mans d'Ibadan el març de 1862 i la guerra va derivar en un enfrontament directe entre Abeokuta i Ibadan pel domini del centre del país Ioruba). L'abril es va retirar el comodor W. Edmonstone va rebre ordres de retirar el HMS Brune del riu. Poc després, també a l'abril, Brand, després de ser rebutjada la proposta d'enviar artilleria a Abeokuta, va enviar l'oficial Lodder (l'antic cònsol interí) en missió de pau als caps egbes i d'Ibadan, amb dos comerciants saros, J. R. Thomas i J. M. Turner, aquest darrer emparentat amb l'Awujale d'Ijebu i amb el bashorun (cap militar) d'Abeokuta. Rebuts fredament a Ibadan se'ls va recomanar no seguir cap a Ijaye ni a Oyo; a la tornada a Abeokuta, corria el rumor d'una aliança entre Ibadan i Dahomey.

## Interinitat de Hand
Brand es va posar malalt i el dia 15 de juny fou traslladat a la cambra del capità del vaixell HMS Alecto i va morir de febres i disenteria el 16 juny de 1860 i va ocupar interinament el consolat el comandant Henry Hand. Brand fou enterrat a Bagrady. Davant els rumors de l'aliança Ibadan-Dahomey el nou cònsol va preparar quatre canoes (juliol) per exportar armes a Abeokuta. Aquest mateix mes a Abeokuta també va circular el rumor que Ijebu trencaria la seva neutralitat per entrar en la guerra al costat d'Abeokuta. Hand va enviar un emissari a Ibadan per demanar l'opinió del delegat allí de la Church Missionary Society, Hinderer, el qual va comunicar que Hand estava sent enganyat i que fins i tot l'origen de la guerra havia estat cosa del Are (rei) d'Ijaye. A més recomanava no ser hostil a Ibadan, ja que representava un poder que convenia preservar mentre Ilorin fos dominada pels musulmans.
L'octubre Ijebu havia relaxat el boicot i tornava a haver-hi oli a la venda, probablement a causa de la guerra d'Ijaye que requeria la compra de municions i armes; la ruta a Abeokuta estava tallada però els missioners deien que era per la manca de pagament pels comerciants dels drets corresponents més que per un boicot ordenat per l'alake, però la causa real era que es pretenia impedir les desercions de soldats que preferien comerciar que fer la guerra; finalment els comerciants van pagar l'1% de drets exigit. L'octubre mateix, Hand va visitar Abeokuta, i va recomanar el reforçament de les defenses; a la tornada va escriure al Foreign Office comunicant els sacrificis humans es feien a Dahomey i recomanant enviar tropes des de la Costa d'Or a Abeokuta i amb les forces egbes atacar Dahomey, tot i els pantans que protegien la capital del regne Abomey; però finalment no hi va haver cap atac dahomeyà i les coses van quedar en res.

## Consolat de Foote
En aquest moment Henry Grant Foote, cònsol a Salvador de Bahia, de 39 anys, demanava el trasllat a l'Àfrica; havia servit a Índia, Xina i la Costa dels Mosquits i això el protegia contra climes insans. Immediatament fou acceptat (20 d'octubre) i va arribar a Lagos el 21 de desembre de 1860. El 24 de desembre els dos cònsols Hand i Foote foren rebuts pel rei i l'1 de gener de 1861 el nou cònsol es va fer càrrec dels arxius consolars. El seu suggeriment de nomenar vicecònsols negres amb sou a Badagry i Abeokuta (i un blanc a Benín) no fou considerada i per Badagry (on el gener de 1861 hi va haver incidents entre la població i els comerciants) es va nomenar Thomas Tickel, un comerciant britànic, sense sou. William MC Coskry fou nomenat viceconsol també sense salari a Lagos. No se'n va nomenar cap per Abeokuta. La situació sobre els esclaus va millorar, ja que Lincoln va pujar a la presidència dels Estats Units i el general espanyol Francisco Serrano, nomenat governador (capità general) de Cuba, va prendre algunes mesures per fer complir les lleis contra l'esclavatge.
Al febrer se li van reunir la seva dona i una jove filla. També al mes de febrer va fer una primera expedició contra Porto Novo on el rei Sodji, sota pressió de Dahomey, desviava el comerç que anava a Lagos, cap a Whydah; va sortir el 23 de febrer amb el HMS Brune i van arribar l'endemà; el 25 un emissari del rei va anunciar que Sodji visitaria al cònsol al vaixell; però el rei no va aparèixer; quan es va comprovar que s'estaven fent preparatius de defemsa, el Brune va disparar i fou respost des de la ciutat; però els mosquets dels soldats portonovans feien curt i en canvi el dels vaixell arribaven a lloc. Foote va renunciar a cremar la ciutat i el vaixell es va retirar a Badagry on l'endemà es van presentar emissaris de Porto Novo, i el 27 es va acordar la reobertura del llac pel comerç. Foote va retornar llavors a Lagos. Però menys d'un mes després Kosoko i Dahomey instigaven al rei de Porto Novo a aixecar-se contra els britànics. Sodji va construir una barrera a l'oest del llac on va estacionar les seves canoes de guerra.
A l'inici d'abril Foote es preparava per visitar Abeokuta quan van arribar notícies de derrotes dels egbes davant Ibadant a Ijaye; en el viatge que ba iniciar tot seguit via Otta (Nigèria), va passar per molts llocs cremats i destruïts per la guerra. Foote va marxar a la ciutat el 4 d'abril i hi va romandre dues setmanes fins al 17 d'abril; va ser rebut per l'alake i altres personalitats del regne (Foote lamenta en un escrit que l'Alake tenia moltes restriccions constitucionals i que qualsevol decisió havia de ser aprovada pel consells de caps); l'Alake es va mostrar disposat a rebre tropes britàniques, a no fer tractés més que amb la Gran Bretanya i a guanyar la guerra contra Ibadan, després de la qual ajudaria als britànics contra Dahomey. A la tornada Foote va baixar pel riu Ogun amb 26 hores (incloent 9 de parada). El 24 d'abril, sis dies després de tornar d'Abeokuta, Foote va marxar altre cop contra Porto Novo a bord del Steammer, acompanyat del comodor Edmonstone, seguits del HMS Brune i el HMS Bolldhound (aquest es va quedar enrere); el 25 van arribar a la barrera del llac (anomenada en els informes riu Ossa) a mig camí entre Bagrady i Porto Novo; van creuar la barrera, i encara que sotmesos a foc de l'enemic, aquest era curt, i els dos vaixells van arribar sense problemes davant el palau del rei on van ancorar; van disparar roquetes i en una hora tota la ciutat cremava; els portonovans es van retirar i Foote va baixar amb 500 homes i no va trobar més que els morts; les baixes britàniques foren d'un sol home (i cinc ferits lleus). Després van retornar a Lagos. L'Awujale d'Ijabu i el rei Kosoko d'Epe van canviar de bàndol i ven enviar missatges de felicitació al cònsol, i el rei Sedji va enviar un missatger a dir que signaria qualsevol tractat però mai més volia combatre contra els britànics. Dos setmanes després Sodji va signar un tractat similar al que havia signat Lagos el 1851, abolint el tràfic d'esclaus, permetent el lliure comerç, prohibint els sacrificis humans i garantint protecció als missioners cristians; carregaments d'oli de palma van arribar aviat a Lagos des de l'oest. El 17 de maig Foote va morir després de patir uns dies de febre i dissenteria 
Poc abans de morir els bons auguris del viatge a Abeokuta van rebre un cop quan es va anunciar que les tropes que havien de despalaçar-se des de la Costa d'Or a Abeokuta, no hi anirien, ja que no hi havia perill imminent d'un atac de Dahomey, i només s'enviaria un destacament de deu homes; el cap del destacament, A. T. Jones, va anar a Abekouta i els soldats van restar a Lagos com a guàrdia consolar; a la tornada Foote ja era mort. Jones després fou enviat a Ibadan pel riu Ogun el 3 de juliol però va agafar les febres i va morir el 7 de juliol.

## Interinitat de McCoskry
El lloc de Foote fou ocupat pel vicecònsol William Mc Coskry. Foote ja havia recomanat posar Lagos sota control directe britànic, però el març de 1861 se li havia contestat que la situació estava en estudi. Mc Coskry va repetir la recomanació al juny, només quinze dies després de prendre possessió. Finalment Sir Frederic Rogers, subscretari permaanent de l'oficina colonial escrivia el 19 de juny que el secretari colonial, el duc de Newcastle, era oposat a l'extensió del domini colonial, però la podia admetre en aquest cas. El 22 de juny el secretari d'exteriors escrivia al cònsol que la seva recomanació havia estat acceptada; el rei Dosonmu rebria una pensió o una posició retribuïda i Lagos passaria a l'Oficina Colonial. Mc Coskry, d'acord amb l'oficial superior comandant Bedingfeld del HMS Prometheus, va convocar al rei a una reunió el 30 de juliol de 1861 i li va explicar la decisió; el rei va estar d'acord en exposar la situació als seus caps i donar una resposta en dos dies; els comerciants europeus de tots els orígens i els saros foren sondejats i es van mostrar favorables. Dosonmu i els seus caps s'hi oposaven i la resposta es va demorar; el 5 d'agost se'ls va enviar un ultimatum, anunciant que en tot cas l'annexió es produiria l'endemà. El pànic es va apoderar de la població que va començar a fugir i Dosonmu, per evitar mals majors, va acceptar signar el tractat de cessió. Aquest cedia el port, isla i territoris de Lagos a la Gran Bretanya; permetia a l'oba retenir el títol i actuar com a mediador en conflictes entre nadius i tenir autoritat en tota transferència de terres; la signatura es va produir a la 1 del migdia del 6 d'agost de 1861, al consolat, signant l'oba i 4 caps, i el cònsol interí i el comandant per l'altra.
Henry Stanhope Freeman que ja havia estat nomenat per a cònsol a Lagos, fou nomenat governador; va abandonar el seu lloc de vicecònsol a Janina el 21 d'agost, però després va estar uns tres mesos a Londres i va viatjar en vaixell el desembre, arribant a Lagos el gener de 1862, prenent possessió el dia 22. En aquest temps, Mc Coskry va exercir com a governador sent anomenat "Oba Apongbon" (Rei dels Casaques Roges"). A final de 1862 Kosoko va rebre permís per retornar a Lagos i va recuperar el títol d'Oloja (cap) d'Ereko i una pensió de 400 lliures a l'any (1000 lliure rebia Dosunmu); els fidels que van restar a Epe es van fer musulmans i encara formen la comunitat musulmana predominant allí. El febrer de 1863 Kosoko va signar un tractat pel qual "Palma i Leke revertien a Lagos" (al que segurament mai havien pertangut); Possu va agafar la posició de Kosoko a Epe, i es va negar a reconèixer la cessió als britànics, i al febrer va rebutjar un primer atac britànic a la ciutat, però al març de 1862 les forces britàniques van destruir la ciutat i Possu va haver de signar un tractat reconeixent el nou règim de Lagos. El 1864 es va definir la frontera de la colònia i protectorat de Lagos pel comissionat (enviat des de Londres) coronel Ord, Epe, en va quedar fora de la colònia, però la costa entre el riu Ado a l'oest i el llac Leke a l'est si que hi foren incloses. Vegeu Colònia de Lagos.

Bandera de la Colònia de Lagos

## Lagos com a capital de Nigèria

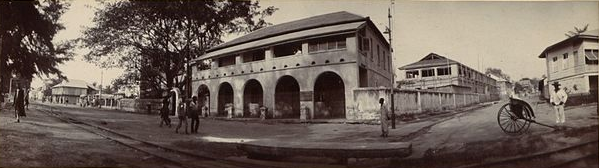
Carrer de Lagos, vers 1910

Lagos fou colònia britànica del 1861 al 1866, passant a ser un territori dels Establiments Britànics de l'Àfrica Oriental de 1866 al 1874, i de la colònia de Costa d'Or i Lagos del 1874 al 1886. Fou altre cop colònia separada des de 1886 fins al 1906 quan es va incorporar al Protectorat de Nigèria del Sud formant la Colònia i Protectorat de Nigèria del Sud del qual fou capital. Quan els britànics van establir la Colònia i Protectorat de Nigèria el 1914 (per la unió amb el Protectorat de Nigèria del Nord), Lagos va ser declarat la seva capital.
Lagos va mantenir el seu estatus com capital quan Nigèria va obtenir la seva independència de Gran Bretanya dins 1960. Va experimentar un ràpid creixement els anys 1960 i 1970 arran del boom econòmic de Nigèria previ a la Guerra de Biafra i va seguir després fins al dia d'avui.
El 1991, Ibrahim Babangida, el President militar del país, i altres funcionaris del govern es van traslladar a la nova capital recent construïda: Abuja, al Territori de la Capital Federal. Això es va produir arran d'informes d'intel·ligència sobre la seguretat de la seva vida i relacionat amb la seva agenda oculta que preveia entregar el poder a un president civil. Va acabar el que van començar els règims de Murtala Muhammad (1975-1976) i Olasegun Obasanjo (1976-1979) règim. El canvi va comportar per Lagos la pèrdua d'algun prestigi i nivell econòmic, però va retenir la seva importància com la ciutat més gran del país i com un centre econòmic. Lagos fou per tant la ciutat capital de Nigèria de 1914 fins al 1991.

## El regne actualment
Fins avui, el Oba de Lagos és el cap de tots els reis tradicionals dins l'Estat de Lagos i el seu estatus és diferents d'altres Obes a la majoria dels quals més tard es van retornar les seves corones i personal en els darrers 40 anys. Els qui aconseguiren recuperar les seves corones eren els propietaris de terra originals (els descendents dels Olofin). Els actuals lagosians estan tant barrejats que cap tribu o grup pot reclamar la preeminència tot i que la llengua predominant és ioruba.

## Obes (Reis)
- Ashipa, va morir en el camí de tornada a Benín
- Ado primer rei beninès de Lagos
- Gabaro
- Akinsemoyin
- Eletu Kekere
- Ologun Kutere abans de 1800
- Adele I Ajosun (vers abans de 1800 a 1816/18
- Oshilokun (1861/1818 a vers 1821)
- Idewu Ojulari (1821–1832)
- Adele I Ajosun (1832-1834)
- Oluwole (1834–1841)
- Akintoye (1841-1845)
- Kosoko (1845–1851)
- Akintoye (1851-1853)
- Dosunmu [Docemo] (1853–1861 i després com a rei tradicional fins a 1885)
- Oyekan Jo (1885–1900)
- Regència (1900-1901)
- Eshugbayi Eleko (1901-1925)
- Ibikunle Akitoye (1925–1928)
- Sanusi Olusi (1928–1931)
- Eshugbayi Eleko (1931-1932)
- Falolu Dosunmu (1932–1949)
- Adeniji Adele (1949–1964, des de 1962 Sir)
- Regència de S. A. Agoro (1964-1965)
- Adeyinka Oyekan II (1965–2003)
- Teslim Jinadu-Eko (2003 interí)
- Rilwan Akiolu (2003–present)